# Scara Rákóczi din Târgu Mureș
Scara Rákóczi (în maghiară Rákóczi-lépcső) este un pasaj cu 70 de trepte construit în anul 1902 din andezit de Stânceni, după planurile arhitectului Pál Soós. Denumirea scării aduce omagiu principelui Ferenc Rákóczi al II-lea, care a fost investit ca principe al Transilvaniei în Târgu Mureș la 5 aprilie 1707. La un concurs online din 2014 Scara Rákóczi a fost votată ca cea mai frumoasă scară din lume.